# 灰头雅鹛
灰头雅鹛（学名：Malacocincla cinereiceps），是画眉科的一种，为菲律宾的特有种。该物种的保护状况被评为无危。
灰头雅鹛的平均体重约为24.0克。栖息地包括亚热带或热带的湿润低地林、亚热带或热带严重退化的前森林和亚热带或热带的（低地）湿润疏灌丛。